# Семенівка (Бурейський район)
Семенівка (рос. Семёновка) — село у Бурейському районі Амурської області Російської Федерації. Розташоване на території українського історичного та етнічного краю Зелений Клин.
Орган місцевого самоврядування — Родіонівська сільрада. Населення становить 92 особи (2018).

## Історія
З 4 січня 1926 року до 30 липня 1930 року належало до новоутвореного Хінгано-Архаринського району Амурської округи Далекосхідного краю.
З 1935 року в результаті розукрупнення Хінгано-Архарінського району було підпорядковане Бурейському району.
З 11 листопада 2005 року входить до складу муніципального утворення Родіонівська сільрада.

## Населення
| 2002 | 2010 | 2012 | 2013 | 2014 | 2015 | 2016 |
| ---- | ---- | ---- | ---- | ---- | ---- | ---- |
| 126  | ↘102 | ↘99  | ↘91  | →91  | ↗94  | ↗97  |
| 2017 | 2018 |      |      |      |      |      |
| ↘94  | ↘92  |      |      |      |      |      |